# Selección de fútbol sub-17 de Guinea
La Selección de fútbol sub-17 de Guinea, conocida también como Selección infantil de fútbol de Guinea, es el equipo que representa al país en la Copa Mundial de Fútbol Sub-17 y en el Campeonato Africano Sub-17, y es controlada por la Federación Guineana de Fútbol.

## Historial
Fue una de las selecciones que participó en el primer mundial infantil en China 1985, donde destacó avanzando hasta las semifinales y desde entonces han estado en tres mundiales de la categoría, aunque no con mucho éxito.
Han participado en 6 ocasiones en el torneo continental, en donde sus mejores participaciones han sido en las ediciones de 1995, 2015 y 2017 en la cual llegaron a las semifinales.

## Palmarés
- Mundial Sub-17: 0
- 4.º Lugar : 1985

- Campeonato Africano Sub-17: 0
- Tercer lugar (3) : 1995, 2015 y 2017

## Participaciones

### Mundial Sub-17
| Año                         | Fase           | Posición     | PJ           | PG           | PE           | PP           | GF           | GC           |
| --------------------------- | -------------- | ------------ | ------------ | ------------ | ------------ | ------------ | ------------ | ------------ |
| China 1985                  | Cuarto lugar   | 4.º          | 6            | 2            | 2            | 2            | 7            | 7            |
| Canadá 1987                 | No clasificó   | No clasificó | No clasificó | No clasificó | No clasificó | No clasificó | No clasificó | No clasificó |
| Escocia 1989                | Fase de grupos | 9.º          | 3            | 0            | 3            | 0            | 4            | 4            |
| Italia 1991                 | No clasificó   | No clasificó | No clasificó | No clasificó | No clasificó | No clasificó | No clasificó | No clasificó |
| Japón 1993                  | No clasificó   | No clasificó | No clasificó | No clasificó | No clasificó | No clasificó | No clasificó | No clasificó |
| Ecuador 1995                | No clasificó   | No clasificó | No clasificó | No clasificó | No clasificó | No clasificó | No clasificó | No clasificó |
| Egipto 1997                 | No clasificó   | No clasificó | No clasificó | No clasificó | No clasificó | No clasificó | No clasificó | No clasificó |
| Nueva Zelanda 1999          | No clasificó   | No clasificó | No clasificó | No clasificó | No clasificó | No clasificó | No clasificó | No clasificó |
| Trinidad y Tobago 2001      | No clasificó   | No clasificó | No clasificó | No clasificó | No clasificó | No clasificó | No clasificó | No clasificó |
| Finlandia 2003              | No clasificó   | No clasificó | No clasificó | No clasificó | No clasificó | No clasificó | No clasificó | No clasificó |
| Perú 2005                   | No clasificó   | No clasificó | No clasificó | No clasificó | No clasificó | No clasificó | No clasificó | No clasificó |
| Corea del Sur 2007          | No clasificó   | No clasificó | No clasificó | No clasificó | No clasificó | No clasificó | No clasificó | No clasificó |
| Nigeria 2009                | No clasificó   | No clasificó | No clasificó | No clasificó | No clasificó | No clasificó | No clasificó | No clasificó |
| México 2011                 | No clasificó   | No clasificó | No clasificó | No clasificó | No clasificó | No clasificó | No clasificó | No clasificó |
| Emiratos Árabes Unidos 2013 | No clasificó   | No clasificó | No clasificó | No clasificó | No clasificó | No clasificó | No clasificó | No clasificó |
| Chile 2015                  | Fase de grupos | 20.º         | 3            | 0            | 1            | 2            | 2            | 5            |
| India 2017                  | Fase de grupos | 17.º         | 3            | 0            | 1            | 2            | 4            | 8            |
| Brasil 2019                 | Excluido       | Excluido     | Excluido     | Excluido     | Excluido     | Excluido     | Excluido     | Excluido     |
| Indonesia 2023              | No clasificó   | No clasificó | No clasificó | No clasificó | No clasificó | No clasificó | No clasificó | No clasificó |
| Total                       | 4/18           | 38.º         | 15           | 2            | 7            | 6            | 17           | 24           |